# Rudolph Joseph Rummel
Rudolph Joseph Rummel (Cleveland, 21 ottobre 1932 – Kaneohe, 2 marzo 2014) è stato un politologo statunitense, storico e professore emerito di scienze politiche all'Università delle Hawaii. È stato docente anche all'Università dell'Indiana e alla Yale University.

## Opere pubblicate
Rummel ha trascorso la propria carriera raccogliendo dati su guerre e violenze collettive, in una prospettiva orientata verso la loro risoluzione o eliminazione. Rummel coniò il termine democidio per descrivere un omicidio commesso dal governo. Le sue ricerche sostengono che il numero di persone morte per democidio nel XX secolo è sei volte superiore a quello delle vittime di tutte le guerre di tale secolo. Egli conclude che la democrazia è la forma di governo che è meno probabile uccida i propri cittadini e che le democrazie non fanno mai (o praticamente mai) la guerra tra di loro.
Rummel è autore di 24 libri e ha pubblicato i suoi principali risultati in Understanding Conflict and War (1975-81). Ha quindi speso i quindici anni seguenti a raffinare la teoria sottostante e a testarla empiricamente su nuovi dati, contro i risultati empirici di altri e su casi di studio. Power Kills (1997) riassume le ricerche di Rummel. Altri lavori includono: Lethal Politics: Soviet Genocides and Mass Murders 1917-1987 (1990); China's Bloody Century: Genocide and Mass Murder Since 1900 (1991); Democide: Nazi Genocide and Mass Murder (1992); Death by Government (1994) e Statistics of Democide (1997). Nel 2005 Death by Government fu tradotto in lingua italiana con titolo: Stati assassini. La violenza omicida dei governi.

## Democidio
Democidio è un termine coniato da Rummel per indicare "l'assassinio di qualunque persona o genti da parte di un governo, tra cui il genocidio, l'omicidio politico e di massa". Rummel creò questo termine per includere tutte le forme di omicidio che vengono compiute dal governo o da organi governativi che non vengono coperti dalla definizione giuridica di genocidio. Secondo il docente statunitense, il termine genocidio ha tre significati distinti. Quello normalmente utilizzato, cioè quando un governo ordina l'assassinio di popoli per via della loro nazione, religione o razza; il significato giuridico si riferisce alla Convenzione per la prevenzione e la repressione del delitto di genocidio adottata il 9 dicembre 1948.
Tutto ciò include anche atti non volti all'omicidio ma che hanno come obiettivo finale l'eliminazione di un gruppo, come la prevenzione delle nascite o il trasferimento forzato di bambini del gruppo in un altro gruppo. Il significato di genocidio in ambito giuridico è simile a quello ordinario, ma comprende anche gli omicidi governativi di oppositori politici o differenti omicidi intenzionali. È per evitare la confusione che si crea fra i due significati che Rummel coniò il termine democidio per indicare il terzo significato. Rummel definisce il democidio come "l'assassinio di una qualsiasi persona o gruppo di persone da parte di un governo, tra cui il genocidio, l'omicidio politico e l'omicidio di massa".
Facendo degli esempi concreti, le uccisioni promosse o provocate dal governo per motivi di finalità politica sarebbero da considerare democidio, ma Rummel esclude esplicitamente i morti in battaglia nella sua definizione. La pena di morte, le azioni intraprese contro civili armati durante una mobilitazione o una sommossa e la morte di non combattenti uccisi durante gli attacchi contro obiettivi militari – fintanto che l'obiettivo primario è militare – non vengono considerati come casi di democidio. La carestia è classificata da Rummel come democidio solo se corrisponde alla definizione sopra indicata.
Alcuni esempi di democidio citati da Rummel sono le Grandi purghe volute da Iosif Stalin in Unione Sovietica e la politica repressiva del regime marxista-leninista contro i nemici dello stato che secondo i suoi studi provocò dal 1917-1987 più di 61911000 morti; le vittime (3000-4000) causate dalla polizia coloniale nello Stato Libero del Congo e il Grande balzo in avanti di Mao Zedong che provocò una carestia che sommata alle politiche repressive dello stato maoista arriva ad un totale di 77000000 morti nel periodo 1943-1976. Secondo Rummel, questi non sono stati casi di genocidio, perché coloro che sono stati uccisi non sono stati selezionati sulla base della loro razza o altro, ma sono stati uccisi in gran numero come risultato di politiche governative.